# 거제제일중학교
거제제일중학교(巨濟齊一中學校)는 대한민국 경상남도 거제시 거제면 서정리에 있는 공립 중학교이다.

## 학교 연혁
- 1951년 12월 19일 : 도립 거제제일중학교 설립 인가(6학급)
- 1952년 3월 15일 : 거제제일중학교 개교(3학급 편성)
- 2020년 9월 1일 : 제29대 김은규 공모교장 부임
- 2023년 1월 6일 : 제71회 졸업식(72명,누계 10,413명)
- 2023년 3월 1일 : 학급 승인 인가(계 9학급 일반 8, 특수 1)
- 2023년 3월 2일 : 2023학년도 신입생 54명 입학(남 33명, 여 21명)

## 참고 자료
- 거제제일중학교 - 한국교육학술정보원 학교알리미